# Гірняк Володимир Йосипович
Володимир Йосипович Гірняк (15 жовтня 1897, Струсів, Теребовлянський повіт — 26 червня 1964, Порт-Джервіс, США) — український військовик, громадський та видавничий діяч. Вояк Легіону УСС, хорунжий УГА. 

## Життєпис
Народився 15 жовтня 1897 в селі Струсів Теребовлянського повіту.
Навчався в гiмназiях Коломиї та Рогатина. 
Служив в УСС, згодом перебував у лавах УГА в складі 1-шої бригади УСС.
Навчався у Львiвському Університеті, вивчав хімiю та бiологiю. Працював на фабрицi брата Юлiяна «Здоров’я» у Львовi. 
З 1935 року адміністратор видавництва Івана Тиктора «Українська Преса». 
З 1949 року проживав у США, зокрема, працював у канцелярії Українського Конґресового Комітету Америки. 
Помер 26 червня 1964 року, похований на цвинтарi св. Марiї у Фокс-Чейсі, Пенсильванія, США.

## Родина
- Дружина — Галина, з дому Носковська, донька о. Володислава, сестра доктора Зенона, Романа, Евгена Носковських.
- Брати : Юстин, Юліян, Никифор та Йосип.